# 佩里縣 (阿肯色州)
佩里縣（英語：Perry County）是美国阿肯色州中部的一個縣，面積1,452平方公里。根據2020年美國人口普查，共有人口10,019人。縣治佩里維爾（Perryville）。該縣成立於1840年12月18日，縣名紀念1812年戰爭英雄奧利弗·哈澤德·佩里。
本縣為一禁酒的縣。